# Rhodopina pubereoides
Rhodopina pubereoides là một loài bọ cánh cứng trong họ Cerambycidae.